# Duncan D. Hunter

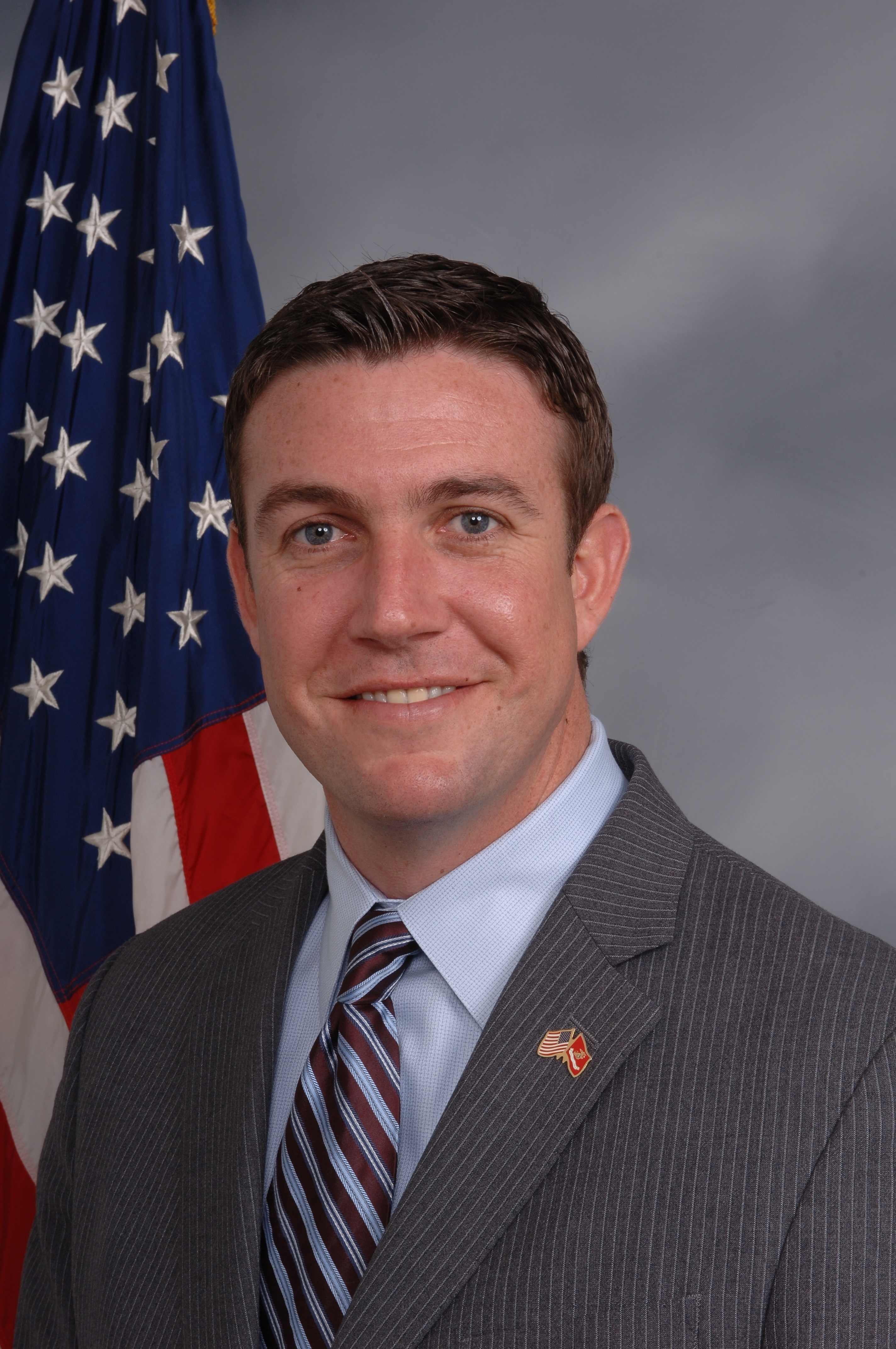
Duncan D. Hunter

Duncan Duane Hunter (* 7. Dezember 1976 in San Diego, Kalifornien) ist ein amerikanischer Politiker der Republikanischen Partei. Zwischen 2009 und 2020 vertrat er den Großteil des kalifornischen San Diego County im Repräsentantenhaus der Vereinigten Staaten. Nach einer Anklage wegen Veruntreuung von Wahlkampfspenden legte er sein Amt im Januar 2020 nieder. Am 17. März 2020 wurde er zu einer Haftstrafe von 11 Monaten verurteilt. Vor Haftantritt wurde er von US-Präsident Donald Trump begnadigt.

## Familie, Ausbildung und Beruf
Duncan Hunter ist der Sohn des langjährigen Kongressabgeordneten Duncan Lee Hunter. Er besuchte die Granite Hills High School in El Cajon und studierte danach bis 2001 an der San Diego State University Betriebswirtschaft. Anschließend gründete er eine Webdesignfirma und arbeitete in der IT-Branche als Analytiker. Nach den Terroranschlägen vom 11. September 2001 gab er diese Tätigkeit auf und meldete sich zum United States Marine Corps. Zwischen 2002 und 2005 war er als aktiver Soldat dieser Einheit sowohl im Irakkrieg als auch in Afghanistan eingesetzt. Bis heute gehört er der Reserve des Marine Corps an. Nach 2005 arbeitete er zeitweise in der Immobilienbranche.
Hunter ist verheiratet und hat drei Kinder. Er hat seinen Privatwohnsitz in Lakeside.

## Politische Laufbahn
Bei der Wahl 2008 wurde Hunter im 52. Kongresswahlbezirk Kaliforniens in das US-Repräsentantenhaus in Washington, D.C. gewählt, wo er am 3. Januar 2009 die Nachfolge seines Vaters antrat. Dieser hatte in der Vorwahl der Republikaner für die Präsidentschaftswahl 2008 kandidiert und sich nach einem enttäuschenden Ergebnis beim Caucus in Nevada im Januar 2008 entschieden, nicht wieder für den Kongress anzutreten. Duncan D. Hunter wurde fünfmal wiedergewählt. Nachdem die Wahlbezirke 2012 neu zugeschnitten worden sind, vertrat Hunter seit dem 3. Januar 2013 den 50. Wahlbezirk Kaliforniens, der jedoch weitgehend seinem früheren Bezirk entspricht und im San Diego County unter anderem die Stadt El Cajon umfasst. Hunter saß im Streitkräfteausschuss, im Ausschuss für Bildung und Arbeit und im Ausschuss für Transport und Infrastruktur. Er gehörte mehreren Unterausschüssen an.
Der Ethik-Ausschuss der Repräsentantenhauses forderte Duncan Hunter am 5. Dezember auf, nicht mehr an Abstimmungen teilzunehmen. Grund war das Strafverfahren gegen ihn. Am 6. Dezember 2019 kündigte Hunter an, dass er kurz nach den Weihnachtsfeiertagen zurücktreten würde. Zum 13. Januar 2020 legte er sein Kongressmandat offiziell nieder. Sein Sitz für den 50. Kongresswahlbezirk Kaliforniens verbleibt bis zur Einsetzung des 117. Kongresses der Vereinigten Staaten am 3. Januar 2021 vakant.

## Anklage und Verurteilung wegen Veruntreuung
Am 21. August 2018 klagte eine Grand Jury Hunter und seine Frau Margaret an, etwa 250.000 US-Dollar an Wahlkampfspenden für private Zwecke wie Urlaubsreisen veruntreut und die Verwendung durch die Angabe vermeintlich wohltätiger Zwecke verschleiert zu haben. Hunter stellte sich bei der Wahl im November 2018 zur Wiederwahl. Die Demokratische Partei hatte als Gegenkandidat Ammar Campa-Najjar aufgestellt. Der Cook Political Report änderte seine Prognose von solid zu lean für Hunter (sicher zu geneigt). Der Sprecher Paul Ryan bezeichnete die Vorwürfe als sehr ernst und kündigte an, Hunter aus seinen Ausschüssen zu entfernen. Dem kam Hunter durch zeitweiligen Rückzug zuvor. Hunter und seine Frau erklärten vor Gericht ihre Unschuld; Hunter behauptete, seine Frau habe sämtliche Finanzen verwaltet, sodass er keine Kenntnis gehabt habe. Hunter gewann die Wahl 2018 mit einem Vorsprung von vier Prozent der Wählerstimmen und gehört auch dem 116. Kongress an.
Im Juni 2019 gestand Hunters Ehefrau eine Teilschuld ein und erklärte, mit der Anklage zusammenzuarbeiten, was eine Verurteilung Hunters wahrscheinlicher macht. Sein Gerichtsverfahren sollte im September 2019 beginnen und wurde auf Januar 2020 verschoben, wenige Wochen vor der republikanischen Vorwahl um Hunters Mandat zur Wahl 2020. Bei dieser tritt voraussichtlich der frühere Repräsentant des benachbarten 49. Kongresswahlbezirks Kaliforniens, Darrell Issa, gegen Duncan an. Auf Seite der Demokraten kandidiert Campa-Najjar erneut.
Am 2. Dezember 2019 gab Hunter bekannt, dass auch er am folgenden Tag schuldig plädieren würde.
Am 17. März 2020 wurde er zu einer Gefängnisstrafe von 11 Monaten verurteilt. Eine Umwandlung der Haftstrafe in Hausarrest lehnte der Richter wegen der langjährigen Veruntreuung und der hohen Summe ab. Aufgrund der Covid-19-Pandemie wurde Hunters Haftantritt im Mai 2020 aufgeschoben. Er sollte daher seine Haft bis spätestens Januar 2021 antreten.
Seine Ehefrau wurde in einem getrennten Verfahren zu 8 Monaten Hausarrest verurteilt.
Im Dezember 2020 wurde Hunter von Trump begnadigt.

## Positionen
Hunter galt als entschieden konservativer Abgeordneter, steht der Tea-Party-Bewegung nahe und war Mitglied des Republican Study Committee. 2010 sprach er sich gegen die Gesundheitsreform Obamacare aus. Er setzte sich für die Ausweisung von Menschen ein, die als Kinder illegal eingewandert sind (siehe Deferred Action for Childhood Arrivals) und stellte sich gegen die rechtliche Angleichung gleichgeschlechtlicher Partnerschaften. Er fiel durch kontroverse Äußerungen auf; etwa seine Behauptung, im Jahr 2014 seien zehn Kämpfer des Islamischen Staates über die Grenze von Mexiko in die Vereinigten Staaten gelangt, hat keine faktische Grundlage. Außerdem unterstützte er mehrere wegen Kriegsverbrechen angeklagte US-Soldaten und behauptete, er selbst habe in seinen Militäreinsätzen „hunderte“ Zivilisten ermordet, darunter Frauen und Kinder, was ihn völlig egal sei („I just don't care“).
Ende Februar 2016 war Hunter nach Chris Collins der zweite Kongressabgeordnete, der Donald Trump im Vorwahlkampf der Republikaner zur Präsidentschaftswahl 2016
unterstützte.